# Kiviõli

Bandeira de Kiviõli

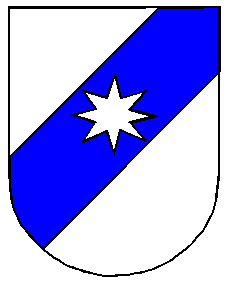
Brasão de Kiviõli

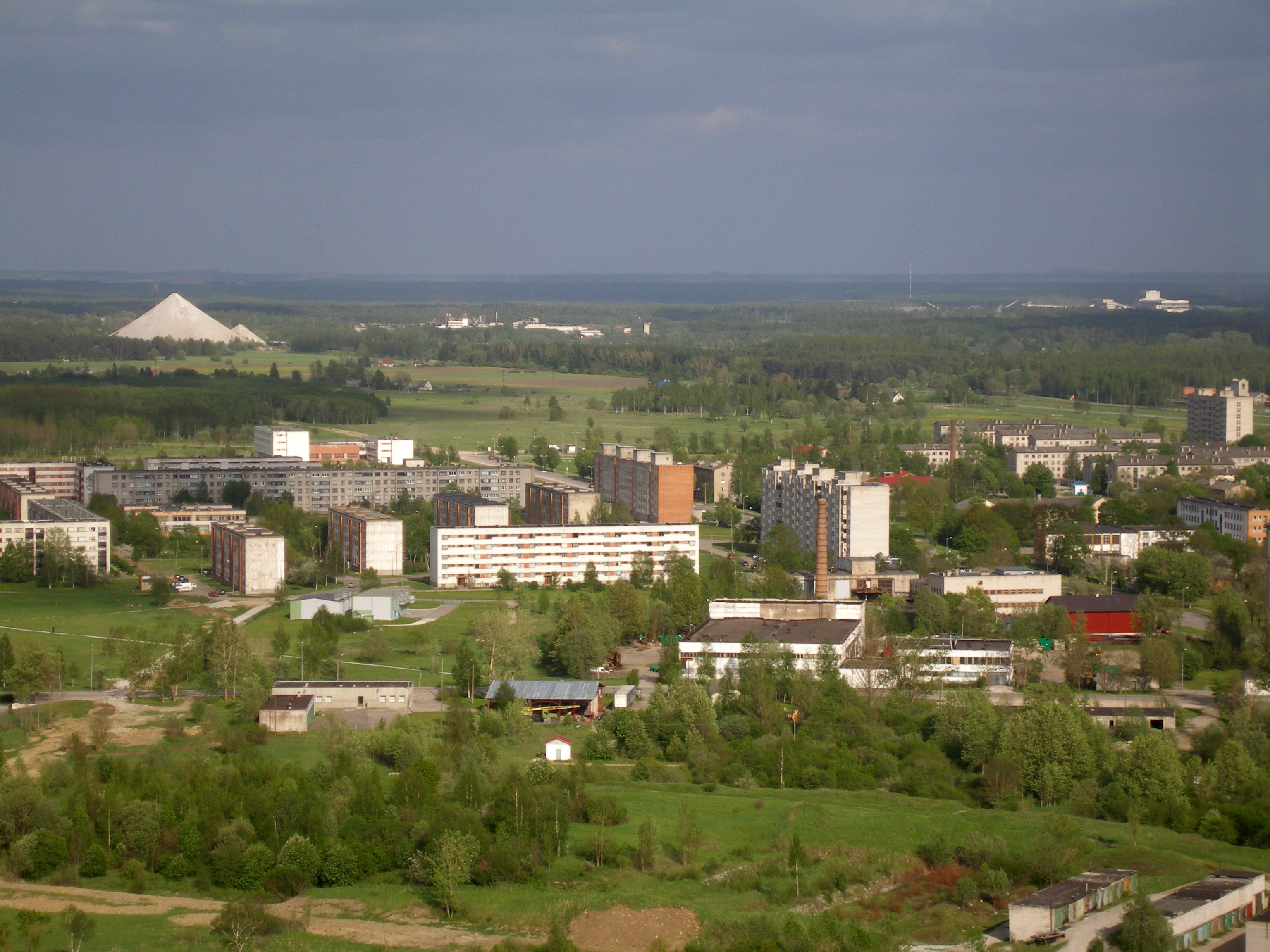
Vista da cidade de Kiviõli

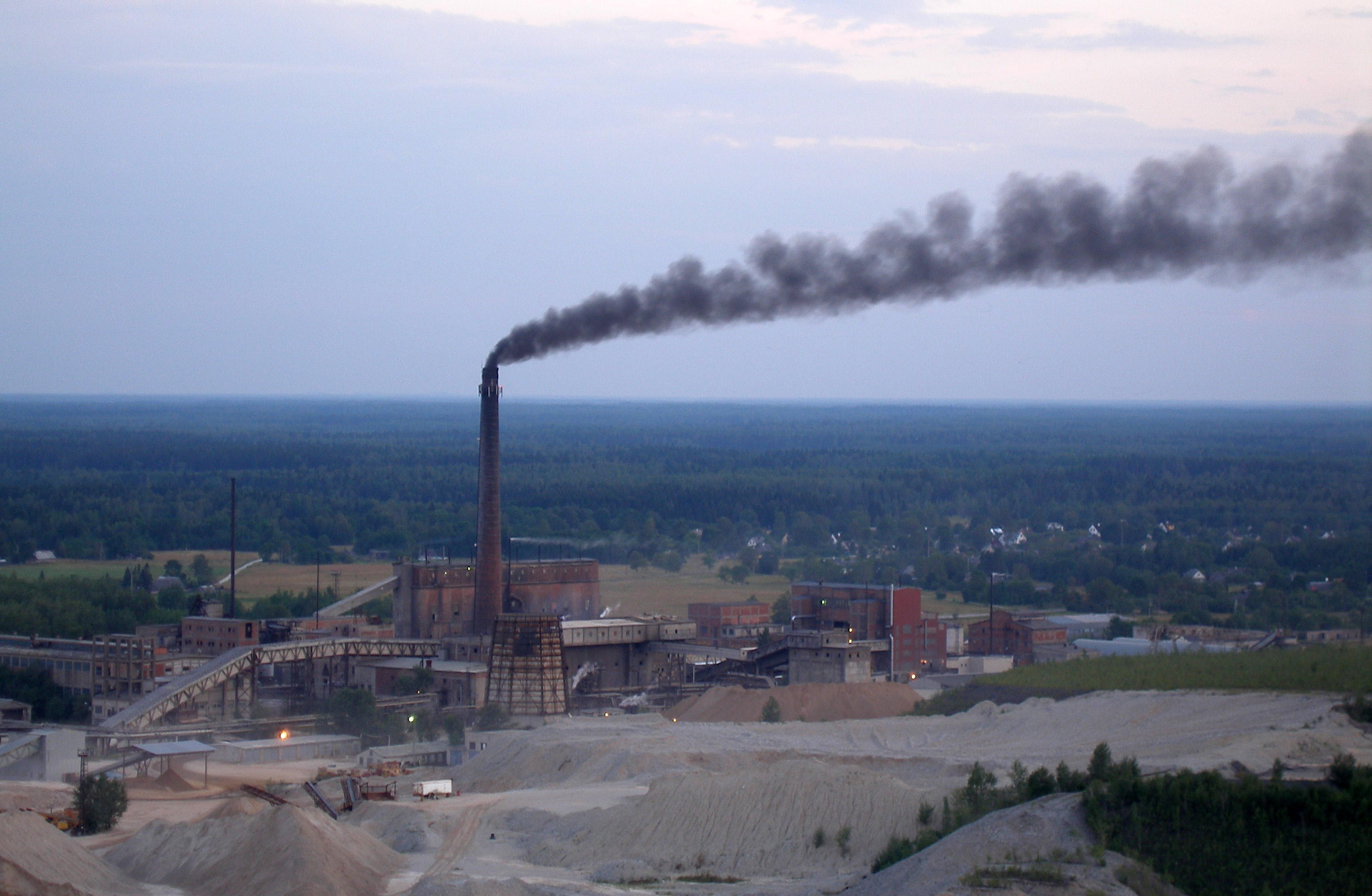
Indústria química em Kiviõli

Kiviõli é uma cidade industrial na região de Ida-Viru, na Estónia, com uma população de 7400 habitantes. A principal indústria é a extração de xisto betuminoso, que deu o nome a cidade (literalmente "pedra de óleo"). A cidade é dividida em dois distritos: Küttejõu e Varinurme.
O assentamento foi fundado em 1922 e tornou-se uma cidade em 1946.
Cerca de metade da população são imigrantes da era Soviética, em sua maioria russos.

## Esporte
Kiviõli foi a cidade-sede para as numerosas equipes do Campeonato Estoniano de Sidecarcross e vai estar sediando novamente em 23 de agosto de 2009.